# Tabanus flexilis
Tabanus flexilis är en tvåvingeart som beskrevs av Walker 1859. Tabanus flexilis ingår i släktet Tabanus och familjen bromsar. Inga underarter finns listade i Catalogue of Life.